# 이슬람 학파 및 분파
이슬람 학파 및 분파는 이슬람교에 대한 서로 다른 이해를 가지고 있다. 여기에는 많은 종파, 이슬람 법학 학파, 이슬람 신학 학파, 또는 ʿ아키다 (신조)가 있다. 수니 이슬람 내에서는 수피파 내의 다른 종단 (타리카), 다른 신학 학파 (아타리, 아슈아리, 마투리디) 및 법학 학파 (하나피, 말리키, 샤피이, 한발)와 같은 차이가 있을 수 있다. 이슬람의 집단은 수가 많거나 (수니파는 전체 무슬림의 87-90%를 차지), 상대적으로 작을 수 있다 (이바드파, 이스마일파, 자이드파).
집단 간의 차이는 학술계 외의 무슬림에게는 잘 알려지지 않았거나, 충분한 갈등을 유발하여 정치적 및 종교적 폭력 (바렐비파, 데오반드파, 살라프파, 와하브파)으로 이어지기도 했다. 이슬람 근대주의나 이슬람주의와 같은 사상에 의해 움직이는 비공식적 운동뿐만 아니라, 네이션 오브 이슬람과 같이 통치 기관을 가진 조직된 집단도 있다. 일부 이슬람 종파와 집단은 특정 다른 집단을 일탈적이거나 진정한 무슬림이 아니라고 간주한다(예를 들어, 수니파는 아흐마드파, 알라위파, 쿠란주의자, 때로는 시아파를 자주 차별한다). 일부 이슬람 종파와 집단은 7세기에서 9세기 사이의 이슬람 초기 역사까지 거슬러 올라가지만 (카리지파, 무으타질라, 수니파, 시아파), 다른 종파들은 훨씬 최근에 생겨났거나 (이슬람 신전통주의, 자유주의와 진보주의, 이슬람 근대주의, 살라프파와 와하브파), 심지어 20세기에 생겨나기도 했다 (네이션 오브 이슬람). 또한 역사적으로 영향력이 있었으나 더 이상 존재하지 않는 종파도 있다(이바드파가 아닌 카리지파와 무르지아파).
특정 이슬람 학파나 분파에 속하지 않거나, 스스로를 특정 학파나 분파에 속한다고 생각하지 않거나, 쉽게 분류할 수 없는 무슬림은 무종파 무슬림으로 알려져 있다.

## 개요

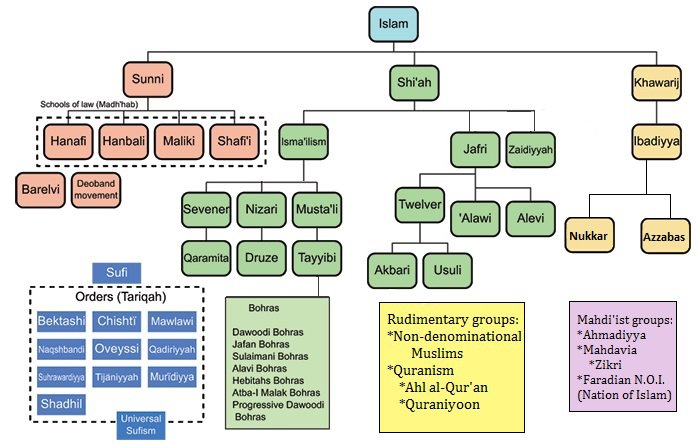
이슬람의 다양한 분파를 보여주는 다이어그램: 수니파, 시아파, 이바드파, 쿠란주의, 무종파 무슬림, 마흐다비야, 아흐마드파, 네이션 오브 이슬람, 그리고 수피파.

무슬림들 사이에서 카리지파, 수니파, 시아파 간의 최초의 분열은 이슬람의 예언자 무함마드의 죽음 이후 무슬림 공동체 (움마)의 지도권에 대한 정치적 및 종교적 승계를 놓고 논쟁이 있었다. 근본적으로 정치적인 입장에서 카리지파는 주류 수니파 및 시아파 무슬림과 구별되는 극단적인 교리를 발전시켰다. 시아파는 알리 이븐 아비 탈리브가 무함마드의 진정한 계승자라고 믿는 반면, 수니파는 아부 바크르가 그 지위를 가진다고 간주한다. 카리지파는 제1차 피트나 (최초의 이슬람 내전) 동안 시아파와 수니파 모두로부터 이탈했다. 그들은 특히 타크피르 (파문)에 대한 급진적인 접근 방식을 채택하여 수니파와 시아파 무슬림 모두를 이교도(kuffār) 또는 거짓 무슬림(munafiqun)으로 선언하고, 따라서 그들의 인식된 배교(ridda)에 대해 사형에 처할 가치가 있다고 간주했다.
또한, 수니파와 시아파 이슬람 내에는 여러 차이가 있다. 수니 이슬람은 말리키, 하나피, 샤피이, 한발의 네 가지 주요 법학 학파로 나뉜다. 이 학파들은 각각 창시자인 말리크 이븐 아나스, 아부 하니파, 무함마드 이븐 이드리스 알샤피이, 아흐마드 이븐 한발의 이름을 따서 명명되었다. 반면 시아 이슬람은 열두 이맘파, 이스마일파, 자이드파의 세 가지 주요 종파로 나뉜다. 시아 무슬림의 대다수는 열두 이맘파이다(2012년 추정치는 85%). 이 정도까지 "시아"라는 용어는 대개 열두 이맘파를 의미하는 경우가 많다. 주류 열두 이맘파와 이스마일파 시아 무슬림은 모두 자파리 법학이라는 동일한 학파를 따르며, 이는 자파르 알 사디크, 즉 제6대 시아 이맘의 이름을 따서 명명되었다.
자이드파는 오파(Fivers)라고도 불리며, 자이드 이븐 알리(Zayd ibn ʿAlī)의 이름을 딴 자이드 학파를 따른다. 이스마일파는 시아 이슬람의 또 다른 분파로, 후에 니자리와 무스타일리로 나뉘었으며, 무스타일리는 다시 하피지와 타이비로 분열되었다. "보흐라스"로 알려진 타이비 이스마일파는 다우디 보흐라, 술레이마니 보흐라, 그리고 알라비 보흐라로 나뉜다.
마찬가지로 카리지파는 처음에는 다섯 가지 주요 지파로 나뉘었는데, 이는 수프리파, 아자리카, 나지닷, 아드자리트, 그리고 이바드파였다. 이들 중 이바드파는 카리지파의 유일한 잔존 지파이다. 앞서 언급된 집단 외에도 아흐마디 무슬림, 쿠란주의 무슬림, 그리고 아프리카계 미국인 무슬림과 같은 새로운 사상 학파와 운동이 나중에 독립적으로 나타났다.
특정 이슬람 학파나 분파에 속하지 않거나, 스스로를 특정 학파나 분파에 속한다고 생각하지 않거나, 쉽게 분류할 수 없는 무슬림은 무종파 무슬림으로 알려져 있다.

## 주요 지파 또는 종파

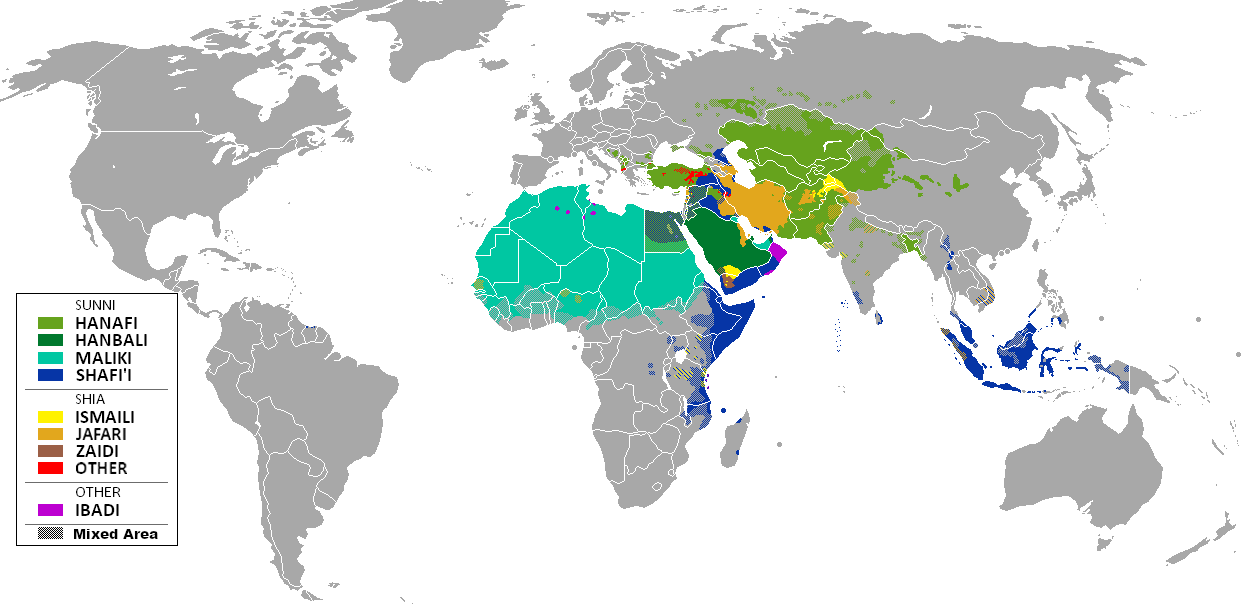
주요 이슬람 분파와 그 법학 학파의 지리적 분포

주요 세 이슬람 분파의 인구 통계적 분포:

### 수니파
아흘 알순나 왈자마아 또는 단순히 아흘 알순나로도 알려진 수니 이슬람은 이슬람의 가장 큰 종교 교파로, 전 세계 무슬림 인구의 약 87-90%를 차지한다. 수니라는 용어는 순나에서 유래했는데, 이는 이슬람의 예언자 무함마드와 그의 동반자들 (ṣaḥāba)의 가르침, 행동, 모범을 의미한다.
수니파는 무함마드가 서기 632년 사망하기 전에 무슬림 공동체 (움마)를 이끌 후계자를 특별히 지명하지 않았다고 믿지만, 초대 동반자인 아부 바크르의 비공개 선출을 인정한다. 수니 무슬림은 처음 네 명의 칼리프인 아부 바크르 (632–634), 우마르 이븐 알카타브 (우마르 1세, 634–644), 우스만 이븐 아판 (644–656), 알리 이븐 아비 탈리브 (656–661)를 알훌라파 우르라시둔 ("정의롭게 인도된 칼리프")으로 간주한다. 수니파는 또한 칼리프의 지위가 민주적으로, 다수표를 얻어 달성될 수 있다고 믿지만, 정통 칼리파 이후 우마이야 왕조 등에 의해 시작된 분열 때문에 그 지위가 세습적인 왕조 통치로 변했다고 생각한다. 1923년 오스만 제국이 멸망한 후, 무슬림 세계에서 널리 인정받는 다른 칼리프는 다시는 없었다.
한편으로는 고전적인 수니 법학 학파와 칼람 (합리주의적 신학)의 추종자들과, 다른 한편으로는 초기 이슬람 자료에 대한 문자적 해석을 따르는 이슬람주의자들과 살라프파 (예: 와하비 및 아흘 하디스)가 "정통" 수니 이슬람을 대표한다고 주장한다. 전자의 영어권 이슬람 흐름은 때때로 "전통 이슬람"으로 불린다. 이슬람 근대주의는 살라프파의 분파로, 무함마드 압두와 같은 이슬람 학자들이 무으타질라 학파의 사상을 부활시키려는 현대적 시도에 부분적으로 영향을 받아 근대주의를 이슬람에 통합하려고 시도했다.

### 시아파
시아 이슬람은 이슬람에서 두 번째로 큰 교파로, 전체 무슬림 인구의 약 10–13%를 차지한다. 시아 무슬림은 무슬림 세계에서는 소수이지만, 이란, 이라크, 아제르바이잔에서는 무슬림 인구의 대다수를 차지하며, 시리아, 튀르키예, 남아시아, 예멘, 바레인, 사우디아라비아, 레바논 및 페르시아만의 다른 지역에서도 상당한 소수 민족을 구성한다.
시아 무슬림은 쿠란의 최고 권위와 무함마드의 가르침을 믿는 것 외에도, 무함마드 가족인 아흘 알 바이트("가정의 사람들")와 이맘으로 알려진 그의 후손들이 공동체에 대한 뛰어난 영적, 정치적 권위를 가지고 있다고 믿는다. 또한 무함마드의 사촌이자 사위인 알리 이븐 아비 탈리브가 이들 이맘 중 첫 번째이자 무함마드의 정당한 계승자였다고 믿으며, 따라서 처음 세 명의 정통 칼리파의 정통성을 부정한다.

#### 주요 하위 교파
- 열두 이맘파는 열두 시아 이맘을 믿으며, 무함마드가 열두 명의 후계자를 가질 것이라고 언급한 하디스 트웰브 서세서스를 따르는 유일한 학파이다. 여기에는 때때로 알레비와 벡타시 학파도 포함된다.
- 이스마일파에는 니자리, 세베너, 무스타일리, 다우디 보흐라, 헵티아 보흐라, 술레이마니 보흐라, 알라비 보흐라 등의 하위 교파가 포함된다.
- 자이드파는 역사적으로 자이드 이븐 알리의 추종자들로부터 파생되었다. 현대에는 "예멘 북부에서만 존재한다".[21] 비록 시아파 종파이지만, "현대"에는 "수니파 주류로 이동하려는 강한 경향을 보인다".[21]
- 알라위파는 서기 9세기와 10세기 사이에 발전한 독특한 일신교 아브라함 종교[중립 필요]이자 민족 종교 집단이다. 역사적으로 셰이크 투시와 같은 열두 이맘파 시아 학자들은 알라위파를 시아 무슬림으로 간주하지 않았으며, 그들의 신념을 이단적이라고 여겨 비난했다.[22] 중세 수니 무슬림 학자 이븐 타이미야 또한 알라위파가 시아파가 아님을 지적했다.[23]
- 드루즈는 서기 11세기에 발전한 독특한 일신교 아브라함 종교이자 민족 종교 집단으로, 원래는 이스마일파의 한 분파였다.[24] 드루즈 신앙은 자체적인 독특한 교리를 발전시키면서 이스마일파에서 더 분리되었고, 최종적으로 이스마일파와 이슬람에서 완전히 분리되었다.[24] 이에는 이맘 알하킴 비아므르 알라가 신의 화신이었다는 믿음이 포함된다.[25] 따라서 드루즈는 스스로를 무슬림으로 여기지 않으며,[24][26][27][28][29] 무슬림들 또한 드루즈를 무슬림으로 간주하지 않는다 (참조: 이슬람과 드루즈).[24][30][31][32] 중세 수니 무슬림 학자 이븐 타이미야에 따르면, 드루즈는 무슬림도, '아흘 알 키탑 (책의 사람들)도, 무쉬리킨 (다신론자)도 아니었다. 오히려 그는 그들을 카피르 (이교도)로 낙인찍었다.[33][34][35][36]
- 바하이 신앙은 19세기 페르시아에서 발전한 독특한 일신교 보편 종교 아브라함 종교로, 그 자체로 열두 이맘 시아파에서 파생된 또 다른 독특한 일신교 아브라함 종교인 바브교의 분파로 시작되었다.[37][38] 바하이 신앙은 완전히 초월적이고 접근할 수 없는 우주의 최고 창조주를 믿지만,[37] 그럼에도 창조를 의식한다고 여겨지며,[37] 그 의지와 목적은 바하이 신앙에서 신의 현현으로 인정되는 사자들을 통해 표현된다(모든 유대인 예언자, 자라투스트라, 크리슈나, 고타마 붓다, 예수, 무함마드, 바브, 궁극적으로 바하올라를 포함).[37] 바하이 신앙은 신이 인간 역사의 시작부터 현재까지 다양한 세계 종교를 창시한 중재자, 즉 예언자들과 사자들을 통해 인류에게 자신의 의지와 목적을 전달하며, 미래에도 계속 그렇게 할 것이라고 믿는다.[37] 바하이교도와 바브교도들은 스스로를 무슬림으로 간주하지 않는데, 이는 그들의 두 종교가 이슬람교를 대체했기 때문이며, 무슬림들 또한 그들을 무슬림으로 간주하지 않고 오히려 이슬람교로부터의 배교자로 본다.[37][38] 바하이교도와 바브교도 모두 무함마드가 마지막 예언자라는 이슬람 교리를 거부하기 때문에, 그들의 신념으로 인해 이란과 무슬림 세계의 다른 지역에서 종교적 차별과 박해를 겪어왔다.[38] (참조: 바하이교 박해).

#### 굴라트 운동
이슬람 역사에서 일부 중요한 인물들(보통 무함마드 가문의 구성원들)에게 신적인 속성을 부여하거나, 주류 시아파 무슬림이 이단으로 간주하는 신념을 가진 시아파 집단과 운동은 굴라트로 지정되었다.

### 카리지파
카리지파 (문자적으로는 "탈퇴한 자들")는 서기 656년 제3대 칼리프 우스만 암살 후 무슬림 공동체의 정치적 지도력을 둘러싼 투쟁인 1차 피트나 기간에 발생한 멸종된 종파이다. 카리지파는 원래 알리 칼리프를 지지했지만, 나중에 그에게 대항하여 싸웠고 결국 쿠파 모스크에서 그가 기도하는 동안 순교시키는 데 성공했다. 현재 남아있는 카리지파 또는 카리지파 관련 집단은 거의 없지만, 이 용어는 때때로 자신과 의견이 다른 사람들과 타협하기를 거부하는 무슬림을 지칭하는 데 사용된다.
수프리파는 7세기와 8세기에 카리지파의 주요 하위 종파였으며 카리지파의 일부였다. 누카리는 수프리파의 하위 종파였다. 하루리파는 정통 칼리파 시대 (632–661년)의 초기 무슬림 종파로, 초대 지도자 하비브 이븐 야지드 알하루리의 이름을 따서 명명되었다. 아자리카, 나지닷, 아드자리테는 소규모 하위 종파였다.

#### 이바드파
오늘날까지 남아있는 유일한 카리지파의 하위 종파는 7세기경 발생한 이바드파이다. 현재 지리적으로 분리된 두 이바드파 집단이 있는데, 하나는 오만에 있으며 이 나라의 무슬림 인구의 대다수를 구성하고, 다른 하나는 북아프리카에 있으며 알제리, 튀니지, 리비아에서 상당한 소수 민족을 구성한다. 다른 무슬림 소수 민족인 자이드파와 유사하게, "현대"에는 이슬람의 수니파 지류로 이동하려는 "강한 경향"을 보인다.

## 이슬람 법학 학파
마드하브라고 알려진 이슬람 법학 학파는 쿠란, 하디스 문헌, 순나 (이슬람의 예언자 무함마드의 생애 동안 언급된 언행과 생활 습관에 대한 기록), 그리고 타프시르 문헌 (쿠란에 대한 주석)에서 판결을 도출하는 방법론에서 차이가 있다.

### 수니파

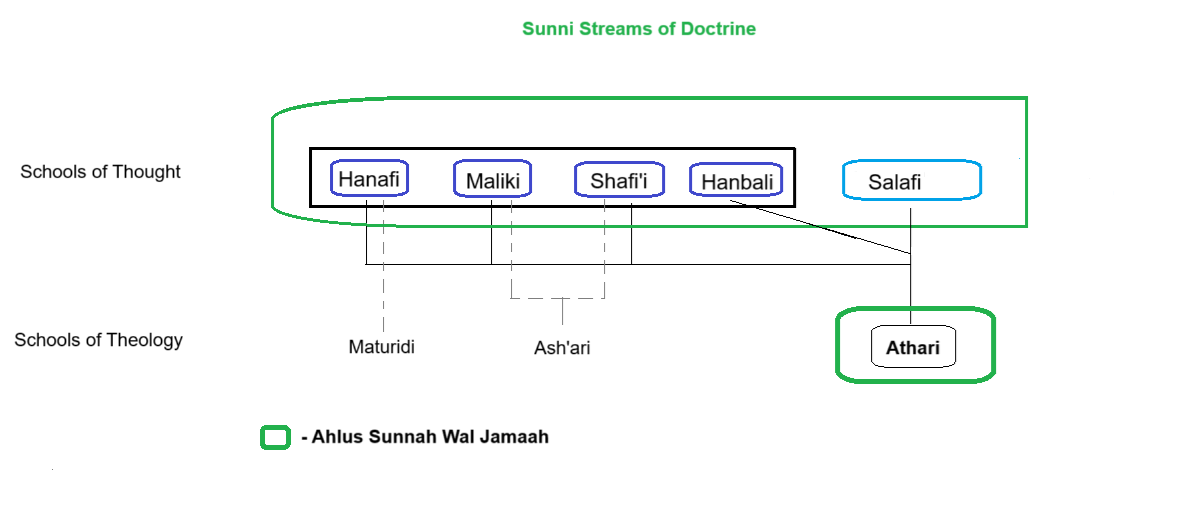
수니 이슬람 내 주요 사상 학파 및 기타 저명한 흐름.

수니 이슬람에는 수많은 이슬람 법학 학파 (피끄흐)와 이슬람 신학 학파 (ʿ아키다)가 포함된다. 종교 법학 (피끄흐)의 관점에서 수니파는 여러 사상 학파 (마드하브)를 포함한다.
- 하나피 학파: 아부 하니파의 이름을 따서 명명됨 (서기 8세기);
- 말리키 학파: 말리크 이븐 아나스의 이름을 따서 명명됨 (서기 8세기);
- 샤피이 학파: 무함마드 이븐 이드리스 알샤피이의 이름을 따서 명명됨 (서기 8세기);
- 한발 학파: 아흐마드 이븐 한발의 이름을 따서 명명됨 (서기 8세기);
- 자히리 학파: 다우드 알자히리가 설립함 (서기 9세기).[41]

종교적 신조 (ʿ아키다)의 관점에서 수니파는 여러 신학 학파를 포함한다.
- 아타리 학파: 서기 8세기 후반에 등장한 학술 운동;
- 아슈아리 학파: 아부 알하산 알아샤리가 설립함 (서기 10세기);
- 마투리디 학파: 아부 만수르 알마투리디가 설립함 (서기 10세기).

살라프파는 수니 이슬람 내의 보수적 개혁 및 부흥 운동으로, 추종자들은 특정 마드하브를 엄격하게 따르는 것을 믿지 않는다. 여기에는 무함마드 이븐 압둘 알와하브가 설립한 와하비 운동과 현대 아흘 하디스 운동이 포함되며, 이들의 추종자들은 스스로를 아흘 알하디스라고 부른다.

### 시아파
시아 이슬람에서 주요 시아파 법학 학파는 자파리 또는 이맘 학파이다. 이는 자파르 알 사디크, 즉 제6대 시아 이맘의 이름을 따서 명명되었다. 자파리 법학은 두 가지 지파로 나뉜다: 우술리 학파, 이는 이즈티하드의 실천을 선호하며, 아크바리 학파, 이는 시아 이맘의 전통 (아흐바르)을 종교 지식의 주요 원천으로 간주한다. 소규모 시아 법학 학파로는 이스마일파 학파 (무스타일리-파티마조 타이비 이스마일파)와 자이드파 학파가 있으며, 둘 다 수니파 법학에 더 가깝다. 시아파 성직자와 법학자는 보통 무즈타히드 (즉, 시아 이슬람에서 법률적 의견을 발표할 권한이 있는 사람)의 칭호를 가진다.

### 이바드파
이바드파의 피끄흐 또는 법학은 비교적 단순하다. 절대적인 권위는 쿠란과 하디스 문헌에 부여되며, 키야스 (유추론)에 근거한 새로운 혁신은 이바드파에 의해 비드아 (이단)로 거부되었다. 이는 대다수 수니파와 다르지만, 대부분의 시아파 학파와 일치하며 수니파의 자히리 및 초기 한발 학파와도 일치한다.

## 이슬람 신학 학파
아키다는 "신조", 교리, 또는 신앙 조항을 의미하는 이슬람 용어이다. 많은 이슬람 신학 학파가 존재했지만, 그들 모두가 오늘날까지 살아남은 것은 아니다. 이슬람 신학적 논쟁의 주요 주제는 예정과 자유 의지, 쿠란의 본질, 신성한 속성의 본질, 외현적 및 내재적 성경 의미, 그리고 이슬람 교리에서 변증법적 추론의 역할 등을 포함한다.

### 수니파

#### 고전파
칼람은 변증법을 통해 신학적 원리를 탐구하는 이슬람 철학이다. 아랍어로 이 단어는 문자적으로 "말/언어"를 의미한다. 칼람 학자는 무타칼림(Mutakallim, 무슬림 신학자; 복수형 무타칼리문)이라고 불린다. 많은 칼람 학파가 있으며, 주요 학파는 수니 이슬람의 아슈아리 학파와 마투리디 학파이다.

##### 아슈아리파
아슈아리파는 10세기에 아부 알하산 알아샤리가 설립한 신학 학파이다. 아슈아리파의 견해는 신의 독특한 본성과 특성을 인간의 능력으로는 이해할 수 없다는 것이었다. 아슈아리 신학은 마투리디 신학과 함께 수니 이슬람의 정통 신조 중 하나로 간주된다. 역사적으로 아슈아리 신학은 수피파에서 널리 퍼져 있다.

##### 마투리디파
마투리디파는 10세기에 아부 만수르 알마투리디가 설립한 신학 학파로, 아슈아리 학파의 밀접한 변형이다. 마투리디파는 아슈아리파와 함께 수니 이슬람의 정통 신조 중 하나로 간주되며, 하나피 이슬람 법학 학파에서 널리 퍼져 있다. 차이점은 신앙의 본질과 인간 이성의 위치에 있다. 마투리디파는 이만 (믿음)이 증가하거나 감소하지 않고 정적이라고 주장한다. 오히려 증가하고 감소하는 것은 타크와 (경건)이다. 아슈아리파는 믿음이 실제로 증가하고 감소한다고 주장한다. 마투리디파는 계시의 도움 없이도 인간의 이성만으로 음주나 살인과 같은 일부 주요 죄가 악하다는 것을 알아낼 수 있다고 주장한다. 아슈아리파는 신의 계시 없이는 인간의 이성만으로는 어떤 것이 선한지 악한지, 합법적인지 불법적인지 알 수 없다고 주장한다.

#### 아타리파
아타리 학파는 아랍어 단어 하디스 또는 "이야기"를 의미하는 아랍어 단어 아타르의 번역으로 "전통"이라는 단어에서 그 이름을 따왔다. 전통주의 신조는 광범위한 신학적 사변에 깊이 파고드는 것을 피하는 것이다. 그들은 쿠란, 순나, 그리고 사하바의 말을 신뢰하며, 이것을 알라의 속성을 그 본질 (빌라 카이프)을 의문시하지 않고 받아들이는 중간 길로 본다. 아흐마드 이븐 한발은 전통주의 신조 학파의 지도자로 간주된다. 서양 이슬람 학자들은 아타리파와 한발리파를 동의어로 간주하는 것이 올바르지 않다고 말하는데, 한발리 학자들 중에는 아타리 신학을 명시적으로 거부하고 반대하는 이들이 있었기 때문이다. 현대 살라프파는 아타리 신조와 자신을 연관시킨다.

### 무으타질라파
무으타질라 신학은 8세기 바스라에서 와실 이븐 아타가 신학적 논쟁 후 하산 알바스리의 가르침을 떠나면서 시작되었다. 그와 그의 추종자들은 그리스 철학의 논리와 합리주의를 확장하여 이슬람 교리와 결합하고 둘이 본질적으로 양립 가능함을 보여주고자 했다. 무으타질라는 쿠란이 창조되었는지 영원한지, 악이 신에 의해 창조되었는지 스스로 존재했는지, 운명 대 자유의지 문제, 쿠란을 우의적으로 해석해야 하는지 문자적으로 해석해야 하는지 등 많은 신학적 및 철학적 담론 문제를 해결했다. 이와 관련하여 무으타질라는 이슬람 신학적 및 철학적 질문에 답하는 데 합리성에 더 중점을 둔다.

### 무르지아파
무르지아파는 초기 정치-종교 운동의 이름으로, 행위를 배제하고 믿음(이만)을 신념과 동일시하는 모든 사람들을 지칭하게 되었다. 우스만과 알리의 칼리파국 시대에 기원한 무르지아파는 카리지파에 반대하며, 누가 진정한 무슬림인지 아닌지를 판단할 권위는 오직 신에게만 있고, 무슬림은 다른 모든 무슬림을 공동체의 일부로 간주해야 한다고 주장했다. 무르지아파의 두 주요 하위 종파는 카라미아파와 사바니야파였다.

### 카다리야파
카다리야파는 원래 초기 이슬람 신학자들을 경멸적으로 지칭하는 용어로, 그들은 인간이 자유 의지를 가지고 있으며, 그 자유 의지를 행사함으로써 자신의 행동에 책임이 있고, 신의 처벌이 정당하며, 세상의 악에 대한 신의 책임이 면제된다고 주장했다. 그들의 교리 중 일부는 나중에 무으타질라에 의해 채택되었고 아슈아리에 의해 거부되었다.

### 자브리야파
카다리야파와는 정반대로, 자브리야파는 인간이 선택이나 자유 의지 없이 예정에 의해 통제된다는 믿음에 기반을 둔 초기 이슬람 철학 학파였다. 자브리야 학파는 우마이야 왕조 시대에 바스라에서 기원했다. 이 학파의 첫 번째 대표자는 724년에 처형된 알자드 이븐 디르함이었다. 이 용어는 아랍어 어근 j-b-r에서 파생되었으며, 운명에 의해 강요되거나 강제되는 사람을 의미한다. 자브리야라는 용어는 또한 다른 이슬람 집단들이 잘못되었다고 생각하는 것을 묘사하기 위해 사용된 경멸적인 용어였다. 아슈아리야는 자브리야라는 용어를 746년에 사망한 자흠 이븐 사프완의 추종자들을 묘사하기 위해 사용했는데, 그들은 자신들의 신앙을 카다리야파와 자브리야파 사이의 중간 입장으로 간주했다. 반면에 무으타질라는 아슈아리야가 정통 자유 의지 교리를 거부했다고 생각했기 때문에 그들을 자브리야파로 간주했다. 시아파는 자브리야라는 용어를 아슈아리야와 한발파를 묘사하기 위해 사용했다.

### 자흐미야파
자흐미는 알하리스 이븐 수라이지와 연관된 초기 이슬람 신학자 자흠 이븐 사프완의 추종자라고 알려진 자들이다. 그는 극단적인 결정론의 주창자로, 인간은 해가 지는 방식과 마찬가지로 비유적으로만 행동하거나 어떤 일을 한다고 주장했다.

### 바티니야파
바티니야는 일부 시아파 집단에서 발전한 우의적인 성경 해석 유형에 부여된 이름으로, 텍스트의 바틴 (내면적, 밀교적) 의미를 강조한다. 이는 이스마일파의 모든 분파와 그 파생인 드루즈에 의해 유지되어 왔다. 알레비파, 벡타시즘과 민속 종교, 후루피, 알라위파는 유사한 해석 체계를 따른다.

## 수피파
수피파는 이슬람의 신비주의-금욕주의적 차원이며, 타사우프-타리카로 알려진 학파 또는 교단으로 대표된다. 이는 이슬람 가르침의 내면적 자아 정화와 관련된 측면으로 여겨진다. 수피는 종교의 더 영적인 측면에 집중함으로써 "직관적이고 감정적인 능력"을 훈련하여 사용하여 신의 직접적인 경험을 얻으려고 노력한다.
다음 목록은 몇몇 주목할 만한 수피 교단을 포함한다:
- 아짐미야 교단은 1960년에 칼란다르 바바 아울리야 (시이드 무함마드 아짐 바르키야로도 알려짐)에 의해 설립되었다.
- 벡타시 교단은 13세기에 이슬람 성인 하지 벡타시 웰리에 의해 설립되었으며, 15세기 후루피 알리 알알라에 의해 형성기에 큰 영향을 받았고 16세기 발름 술탄에 의해 재편성되었다. 열두 이맘에 대한 충성 때문에 열두 이맘파 시아 이슬람으로 분류된다.
- 치시티 교단(페르시아어: چشتیہ)은 카와자 아부 이샤크 샤미("시리아인"; 941년 사망)에 의해 설립되었으며, 그는 오늘날 아프가니스탄 헤라트 동쪽 약 95마일 떨어진 치시트 마을에 수피파를 전파했다. 샤미는 레반트로 돌아가기 전에 지역 아미르 (카와자) 아부 아흐마드 압달(966년 사망)의 아들을 입문, 훈련 및 대리인으로 임명했다. 아부 아흐마드의 후손들의 지도 아래, 치시티야로도 알려진 이들은 지역 신비주의 교단으로 번성했다. 남아시아의 치시티 교단 창시자는 모이누딘 치시티였다.
- 쿠브라위야 교단은 13세기에 나즈무딘 쿠브라에 의해 현대 우즈베키스탄의 부하라에서 설립되었다.[75]
- 메블레비 교단은 서양에서 "회전하는 데르비시"로 더 잘 알려져 있다.
- 무리드 운동은 세네갈과 감비아에서 가장 두드러지며, 본부는 투바 성도에 있다.[76]
- 나크슈반디 교단은 1380년에 바하우딘 나크슈반드 부하리에 의해 설립되었다. 이는 다른 교단에서 흔히 볼 수 있는 소리 내는 디크르 대신 조용한 디크르 (신의 기억)로 알려진 "금욕적인" 교단으로 일부에게 간주된다. 술레이마니와 칼리디야 교단은 나크슈반디 교단의 분파이다.
- 니마툴라히 교단은 오늘날 페르시아에서 가장 널리 퍼진 수피 교단이다. 이 교단은 샤 니마툴라 왈리 (1367년 사망)가 설립했으며, 마루피야 서클의 유산을 통해 정립되고 변화되었다.[77] 오늘날 여러 하위 교단이 존재하며, 1979년 이란 혁명 이후 서구에 교단을 전파한 자바드 누르바흐시의 계보를 따르는 교단이 서구에서 가장 잘 알려지고 영향력이 크다.
- 누르박샤 교단[78]은 누르박샤라고도 불리며,[79][80] 그 영적인 계보와 사슬(실실라)을 이슬람 예언자 무함마드에게로 거슬러 올라가며, 알리를 거쳐 알리 알리다를 통해 이어진다고 주장한다. 이 교단은 쿠브라위야 교단에 속했던 샤 시이드 무함마드 누르바흐시 카히스타니의 이름을 따서 누르박시로 알려지게 되었다.
- 오베시(Oveysi) 교단은 1400년 전 예멘의 우와이스 알카르니에 의해 설립되었다고 주장한다.
- 카디리 교단은 가장 오래된 수피 교단 중 하나이다. 그 이름은 압둘 카디르 길라니 (1077–1166)에서 유래되었는데, 그는 이란 길란주 출신이다. 이 교단은 이슬람 세계에서 가장 널리 퍼진 수피 교단 중 하나이며, 중앙아시아, 튀르키예, 발칸반도, 그리고 동서 아프리카의 많은 지역에서 찾아볼 수 있다. 카디리야는 주류 이슬람 외부의 독특한 교리나 가르침을 발전시키지 않았다. 그들은 이슬람의 근본 원리를 믿지만, 신비적인 경험을 통해 해석한다. 바알라위야 교단은 카디리야의 분파이다.
- 세누시야는 무함마드 이븐 알리 앗세누시가 설립한 종교-정치적 수피 교단이다. 앗세누시는 이집트 울라마에 대한 비판으로 이 운동을 설립했다.[81]
- 샤딜리 교단은 아부알하산 앗샤딜리가 설립했다. 샤딜리야 추종자들(무리드 아랍어: 탐구자들)은 종종 샤딜리로 알려져 있다.[82][83]
- 수흐라와르디야 교단 (아랍어: سهروردية)은 아부 알나지브 알수흐라와르디 (1097–1168)가 설립한 수피 교단이다.
- 티자니야 교단은 문화와 교육을 중요하게 여기며, 제자 (무리드)의 개별적인 충성을 강조한다.

## 후기 운동

### 아프리카계 미국인 운동
대서양 노예 무역을 통해 서반구로 끌려온 많은 노예들은 무슬림이었다. 20세기 초에는 아프리카계 미국인 공동체 내에서 독특한 이슬람 종교 및 정치 운동이 부상했다. 이에는 다룰 이슬람, 북미 이슬람당, 이슬람 형제단 모스크(MIB), 북미 무슬림 연합, 무어인 과학 미국 사원, 네이션 오브 이슬람 (NOI), 그리고 안사루 알라 공동체 등이 포함된다. 이들은 아프리카계 미국인에게 이슬람 유산을 부여하고자 했으며, 인종적, 민족적 측면을 강조했다 (참조: 블랙 내셔널리즘 및 흑인 분리주의 참조). 이 흑인 무슬림 운동들은 종종 교리 문제에서 주류 이슬람과 크게 다르다. 이들에는 다음이 포함된다:
- 무어인 과학 미국 사원, 1913년 노블 드류 알리 (티머시 드류 출생)가 설립.[88] 무어인 과학 미국 사원은 강한 아프리카계 미국인 민족 및 종교 정체성을 특징으로 한다.[85][88][92]
  - 미국 무어 정교회
- 네이션 오브 이슬람, 1930년 디트로이트에서 왈라스 파드 무함마드가 설립했으며,[93] "미국과 전 세계의 흑인 남성과 여성의 영적, 정신적, 사회적, 경제적 조건을 '부활'시키는" 것을 목표로 한다.[85][86][87] 네이션 오브 이슬람은 왈라스 파드 무함마드가 지상의 신이었다고 믿는다.[91][93][94] 네이션 오브 이슬람은 아라비아의 무함마드를 마지막 예언자로 간주하지 않고 대신 왈라스 파드 무함마드의 후계자인 일라이저 무하마드를 알라의 진정한 사자로 여긴다.[85][86][87]
  - 미국 무슬림 협회: 와리쓰 딘 무함마드는 1975년에 미국 무슬림 협회를 설립했다.[84] 네이션 오브 이슬람의 이 분파는 그들의 가르침을 주류 수니 이슬람에 더 가깝게 만들고자 했으며, 사원 대신 모스크를 설립하고 이슬람의 다섯 기둥을 장려했다.[95][96]
  - 파이브 퍼센트 네이션[84]
  - 연합 이슬람 국가

### 아흐마드파 이슬람 운동
아흐마드파 이슬람 운동은 1889년 영국령 인도에서 콰디안의 미르자 굴람 아흐마드에 의해 설립되었다. 그는 약속된 메시아 ("그리스도의 재림"), 무슬림들이 기다리던 마흐디, 그리고 이슬람 예언자 무함마드에게 "종속된" 예언자라고 주장했다. 아흐마드파는 무함마드와 그의 초기 추종자들이 따랐던 이슬람의 순수한 형태를 실천한다고 주장한다. 그들은 미르자 굴람 아흐마드의 임무가 움마를 "진정한" 이슬람교로 인도하고 다른 종교들의 이슬람 공격을 물리침으로써 무함마드에게 주어진 원래의 샤리아를 복원하는 것이라고 믿는다.
아흐마드파의 신념과 가르침은 다른 대부분의 무슬림과는 크게 다르다. 이는 하탐 안나비인이라는 쿠란 칭호의 해석, 메시아의 재림 해석, 쿠란 구절의 폐기/취소에 대한 완전한 거부, 예수가 십자가형에서 살아남아 인도에서 노환으로 죽었다는 믿음, "칼의 지하드" 조건이 더 이상 충족되지 않는다는 믿음, 신의 계시는 (새로운 샤리아가 주어지지 않는 한) 결코 끝나지 않을 것이라는 믿음, 무함마드까지 역사의 순환적 본성에 대한 믿음, 그리고 이슬람과 과학 사이의 모순 불가능성에 대한 믿음 등을 포함한다. 이러한 정통 이슬람 사상과의 인지된 편차는 여러 무슬림 다수 국가에서 아흐마드파에 대한 심각한 박해를 초래했으며, 특히 파키스탄에서는 그들이 비무슬림으로 낙인찍히고 그들의 이슬람 종교 행위가 형법의 아흐마드파 특정 법률에 의해 처벌받을 수 있다.
아흐마드파 이슬람 운동의 추종자들은 두 집단으로 나뉜다. 첫 번째는 현재 지배적인 집단인 아흐마드파 무슬림 공동체이고, 두 번째는 이슬람 전파를 위한 라호르 아흐마드파 운동이다. 더 큰 집단은 미르자 굴람 아흐마드가 약속된 마흐디이자 무함마드에 종속된 움마티 나비였다고 문자적으로 믿는 반면, 후자는 그가 단지 종교 개혁가였고 비유적인 의미에서만 예언자였다고 믿는다. 두 아흐마드파 집단 모두 다와 또는 이슬람 선교 활동에 적극적이며, 수많은 쿠란 번역, 하디스 번역, 쿠란 타프시르, 수많은 무함마드 시라 및 비교종교학 분야의 저작물을 포함한 방대한 양의 이슬람 문헌을 생산했다. 따라서 그들의 국제적 영향력은 추종자 수를 훨씬 초월한다. 보다 정통적인 이슬람 종파의 무슬림들은 많은 아흐마드파의 논쟁과 다른 종교에 대한 이해를 받아들였으며, 특히 아프리카에서 이슬람과 서구 교육을 조화시키고 이슬람 학교 시스템을 구축하려는 아흐마드파의 접근 방식도 받아들였다.

### 바렐비 / 데오반드 분열
현재의 인도, 파키스탄, 방글라데시를 포함한 인도 아대륙의 수니 무슬림들은 피끄흐에 의해 압도적으로 하나피파이며, 바렐비파와 데오반드파라는 두 학파 또는 운동으로 나뉘었다. 데오반드는 본질적으로 부흥주의적인 반면, 바렐비는 더 전통적이고 수피파를 지향한다.

### 귈렌 / 히즈메트 운동
귈렌 운동, 보통 히즈메트 운동으로 불리며, 1970년대 누르 운동의 분파로 설립되었고 튀르키예, 중앙아시아 및 세계 다른 지역에서 튀르키예 이슬람 학자이자 설교자인 펫훌라흐 귈렌이 이끌고 있으며, 180개 이상의 국가에서 사립학교와 대학을 운영하고 있으며 많은 미국 차터 학교가 추종자들에 의해 운영되고 있다. 이 운동은 종교간 대화를 위한 포럼을 시작했다. 제마앗 운동의 구조는 유연한 조직 네트워크로 묘사되어 왔다. 운동 학교와 기업은 현지에서 조직되고 비공식 네트워크로 연결된다. 학교 및 교육 기관의 수는 매우 다양하게 추정되지만, 튀르키예에 약 300개의 귈렌 운동 학교가 있고 전 세계적으로 1,000개 이상의 학교가 있는 것으로 보인다.

### 이슬람 근대주의
이슬람 근대주의, 때로는 "근대주의 살라프파"로도 불리는 이 운동은 이 운동은 이슬람 부흥 운동의 "첫 번째 이슬람 이념적 반응"으로 묘사되어 왔다. 이 운동은 이슬람 신앙과 내셔널리즘, 민주주의, 과학과 같은 현대 서구 가치를 조화시키려고 시도한다.

### 이슬람주의
이슬람주의는 이슬람이 단순히 종교가 아니라 국가의 법적, 경제적, 사회적 명령을 통치해야 하는 정치 체제라는 다양한 근본주의적 견해에서 파생된 일련의 정치적 이념이다. 많은 이슬람주의자들은 스스로를 그렇게 부르지 않으며, 단일한 특정 운동이 아니다. 그 추종자들의 종교적 견해와 이념은 다양하며, 그들의 신념에 따라 수니 이슬람주의자 또는 시아 이슬람주의자가 될 수 있다. 이슬람주의 단체로는 알카에다와 같이 9·11 테러를 조직하고 아마도 가장 저명한 단체와, 가장 크고 아마도 가장 오래된 무슬림 형제단과 같은 단체들이 포함된다. 폭력이 일부 조직에 의해 자주 사용되지만, 대부분의 이슬람주의 운동은 비폭력적이다.

#### 무슬림 형제단
알이크완 알무슬리문 (틀:이크완 الإخوان 형제들) 또는 무슬림 형제단은 이집트 학자 하산 알바나, 다르 울룸 졸업생에 의해 설립된 조직이다. 다양한 지부를 가지고 있으며, 아랍 세계에서 가장 큰 수니 운동이며, 계열사는 많은 아랍 국가에서 가장 큰 야당인 경우가 많다. 무슬림 형제단은 신학적 차이에 관심이 없으며, 네 가지 수니 학파 중 어느 하나에 속하는 무슬림과 시아 무슬림 모두를 받아들인다. 세계에서 가장 오래되고 큰 이슬람주의 단체이다. 목표는 칼리파국을 재건하고, 그동안 사회의 이슬람화를 더욱 추진하는 것이다. 형제단의 명시된 목표는 쿠란과 순나를 "무슬림 가정, 개인, 공동체... 그리고 국가의 삶을 질서 있게 하는 유일한 참조점"으로 자리매김하는 것이다.

#### 자마트 이 이슬라미
자마트 이 이슬라미 (또는 JI)는 인도 아대륙의 이슬람주의 정당이다. 1941년 영국령 라호르에서 시이드 아불 알라 마우두디 (성씨 표기는 Maudoodi로도 사용됨)에 의해 설립되었으며, 파키스탄에서 가장 오래된 종교 정당이다. 오늘날, 유사한 목표와 이념적 접근 방식을 가진 자매 조직이 인도 (자마트 이 이슬라미 힌드), 방글라데시 (자마트 이 이슬라미 방글라데시), 카슈미르 (자마트 이 이슬라미 카슈미르), 스리랑카에 존재하며, 특히 무슬림 형제단 (아흐완 알무슬리민)과 관련된 "다른 대륙과 국가에서 활동하는" 이슬람주의 운동 및 선교 단체와 "긴밀한 형제적 관계"를 맺고 있다. JI는 파키스탄과 방글라데시에서 이슬람 율법에 따라 통치하는 이슬람 정부를 구상한다. 서구화(세속화, 자본주의, 사회주의, 또는 이자 기반 은행업과 같은 관행 포함)에 반대하며 이슬람 경제 질서와 칼리파국을 지지한다.

#### 히즈브 우트 타흐리르
히즈브 우트 타흐리르 (아랍어: حزب التحرير) (번역: 해방당)는 국제적인 범이슬람주의 정치 조직으로, 자신들의 이념을 이슬람으로, 목표를 이슬람 세계에서 이슬람 생활 방식을 재개하기 위한 이슬람 칼리파국 (칼리파국) 재건으로 설명한다. 칼리파국은 무슬림 공동체 (움마)를 이슬람 신조에 따라 통합하고 샤리아를 시행하여, 이후 이슬람을 전 세계에 선교할 것이다.

### 쿠란주의
쿠란주의 또는 쿠라니야 (아랍어: القرآنية; 알쿠르아니야)는 오직 쿠란만을 따르는 이슬람교 분파이다. 이들은 이슬람의 지침과 법은 오직 쿠란에만 근거해야 한다고 믿으며, 따라서 하디스 문헌의 종교적 권위와 진정성에 반대한다. 쿠란주의자들은 신의 메시지가 이미 쿠란에 명확하고 완전하게 담겨 있으므로 외부 텍스트를 참조하지 않고도 완전히 이해할 수 있다고 믿는다. 쿠란주의자들은 하디스 문헌의 대다수가 위조된 거짓말이라고 주장하며, 쿠란 자체가 기술적인 의미와 일반적인 의미 모두에서 하디스를 비판한다고 믿는다.

### 자유주의 및 진보 이슬람
자유 이슬람은 원래 18세기-19세기 이슬람 부흥 운동에서 비롯되었다. 자유주의적이고 진보적인 이슬람 조직과 운동은 주로 서구 세계에 기반을 두고 있으며, 이슬람의 성스러운 경전에 대한 이즈티하드 또는 재해석에 주로 의존하는 종교적 관점을 공유한다. 자유주의적이고 진보적인 무슬림은 이슬람의 성스러운 경전에 대한 합리적이고 비판적인 검토 및 재해석을 특징으로 한다. 민주주의, 성평등, 인권, LGBTQ 권리, 여성 권리, 종교다원주의, 종교간 결혼의 인정 및 증진, 사상의 자유, 종교의 자유를 포함한다. 또한 신권정치에 대한 반대와 이슬람주의 및 이슬람 원리주의에 대한 전적인 거부, 그리고 이슬람 신학, 윤리, 샤리아, 문화, 전통, 그리고 이슬람의 다른 의례적 행위에 대한 현대적인 관점을 특징으로 한다.

### 마흐다비야
마흐다비야 또는 마흐다비즘은 15세기 후반 인도에서 시이드 무함마드 자운푸리에 의해 설립된 마흐디주의 종파로, 그는 스스로를 열두 이맘 시아파 전통의 숨겨진 열두 번째 이맘이라고 선언했다. 그들은 수니파 교리의 여러 측면을 따른다. 지크리 마흐다비스 또는 지크리스는 마흐다비 운동의 분파이다.

### 무종파 무슬림
"무종파 무슬림" (아랍어: مسلمون بلا طائفة Muslimūn bi-la ṭā’ifa[*])은 특정 이슬람 교파에 속하지 않거나, 스스로를 특정 이슬람 교파에 속한다고 생각하지 않거나, 식별 가능한 이슬람 학파 및 분파 중 하나로 쉽게 분류할 수 없는 무슬림을 지칭하기 위해 사용되는 포괄적인 용어이다. 세계 무슬림 인구의 4분의 1은 스스로를 "그냥 무슬림"으로 본다.
무종파 무슬림은 7개 국가에서 무슬림 인구의 대다수를 차지하며, 3개 국가에서는 다수를 차지한다: 알바니아 (65%), 키르기스스탄 (64%), 코소보 (58%), 인도네시아 (56%), 말리 (55%), 보스니아 헤르체고비나 (54%), 우즈베키스탄 (54%), 아제르바이잔 (45%), 러시아 (45%), 나이지리아 (42%). 그들은 주로 중앙아시아에 분포한다. 카자흐스탄은 무종파 무슬림의 수가 가장 많으며, 인구의 약 74%를 차지한다. 중동 인구의 대다수는 수니파 또는 시아파로 자신을 식별하지만, 상당수의 무슬림은 무종파로 식별한다. 동남유럽에도 상당수의 무종파 무슬림이 있다.
1947년, 이집트 카이로에서 비종파 운동인 Jama'ah al-Taqrib bayna al-Madhahib al-Islamiyyah가 설립되었다. 이 운동의 지지자 중에는 알아즈하르 대학교의 고위 학자들도 있었다. 이 운동은 수니파와 시아파 사이의 간극을 메우고자 했다. 1950년대 후반에는 이집트 대통령 가말 압델 나세르가 범이슬람주의의 유용성을 외교 정책에서 발견하면서 이 운동이 더 넓은 대중에게 퍼지게 되었다.

### 살라프파와 와하브파

#### 아흘 하디스
아흘 하디스(페르시아어: اهل حدیث, 우르두어: اہل حدیث: 번역: 예언자의 전통을 따르는 사람들)는 19세기 중반 인도 아대륙에서 발생한 운동이다. 그 추종자들은 스스로를 아흘 하디스라고 부르며, 살라피야 학파의 한 지류로 간주된다. 아흘 하디스는 대중적인 수피파와 관련된 다양한 신념과 신비로운 관행에 반대한다. 아흘 하디스는 와하비 운동과 많은 교리적 유사점을 공유하므로 종종 적대자들에 의해 "와하비"와 동의어로 분류된다. 그러나 그 추종자들은 이 명칭을 거부하며, 스스로를 "살라피"라고 부르는 것을 선호한다.

#### 살라프파 운동
살라피야 운동은 19세기 후반에 등장한 수니 이슬람 내의 보수적 개혁 운동으로, "경건한 조상들" (살라프 알살리흐)의 전통으로 돌아갈 것을 주장한다. 이 운동은 "가장 빠르게 성장하는 이슬람 운동"으로 묘사되었으며, 각 학자들은 사회적, 신학적, 정치적 스펙트럼에 걸쳐 다양한 견해를 표명한다. 살라프파는 "이슬람에 대한 근본주의적 접근을 취하고, 예언자 무함마드와 그의 초기 추종자들, 즉 '경건한 조상들'인 알살라프 알살리흐를 모방하는" 교리를 따른다.... 그들은 종교적 혁신 또는 비드아, 그리고 샤리아 (이슬람 법)의 시행을 지지한다. 살라피 운동은 종종 세 가지 범주로 나뉜다: 가장 큰 집단은 정치를 피하는 순수주의자 (또는 조용주의자)이다. 두 번째로 큰 집단은 정치에 참여하는 급진 행동주의자이다. 세 번째이자 마지막 집단은 소수를 구성하는 지하디스트이다. 대부분의 폭력적인 이슬람주의 집단은 살라피-지하디스트 운동과 그 하위 집단에서 비롯된다. 두 번째로 큰 집단은 정치적 행동주의를 오래 전부터 이어온 살라피 운동가들로, 무슬림 형제단과 같이 아랍 세계의 주요 이슬람주의 운동을 운영하는 조직들이 있다. 아랍의 봄 이후 광범위한 탄압과 정치적 실패를 겪으면서 행동주의 살라피 운동은 쇠퇴를 겪었다. 가장 많은 수를 차지하는 것은 조용주의자들로, 그들은 정치에서 벗어나고, 아무리 폭압적이라 할지라도 무슬림 정부에 대한 충성을 받아들여 피트나 (혼란)를 피해야 한다고 믿는다.

#### 와하브파
와하비 운동은 한발파 학자이자 신학자인 무함마드 이븐 압둘 알와하브가 설립하고 주도했으며, 중앙 아라비아 나지드 지역의 종교 설교자였다. 그리고 사우드가의 아라비아반도 내 권력 장악에 결정적인 역할을 했다. 이븐 압둘 알와하브는 자신이 비이슬람적이라고 여겼던 대중적인 종교적 신념과 관행을 부활시키고 순화하여, 자신이 믿었던 이슬람 종교의 근본 원리로 돌아가고자 했다. 그는 이슬람의 주요 교리가 신의 유일성 (타우히드)이라고 가르쳤으며, 자신이 이단적 혁신 (비드아)과 다신교 (시르크)와 유사하다고 간주했던 무슬림들 사이의 대중적인 종교적 신념과 관행을 비난했다.
와하비즘은 보수적이고 엄격하며 근본주의적인 수니파의 한 지류로 묘사되었으며, 청교도적 시각을 가지고 쿠란을 문자적으로 해석한다고 믿는다. "와하브파"와 "살라프파"라는 용어는 때때로 상호 교환적으로 사용되지만, "와하비"라는 명칭은 무함마드 이븐 압둘 알와하브와 그의 개혁주의 교리 추종자들에게 특별히 적용된다. "와하비"라는 명칭은 그의 추종자들이 주장한 것이 아니라, 스스로를 알무와히둔("신의 단일성을 긍정하는 자들")이라고 불렀지만, 서구 학자들과 그의 비판자들이 사용한다. 1970년대 중반과 1980년대부터 사우디아라비아 왕국와 다른 페르시아만 아랍 국가들이 선호하는 수니 이슬람 내 살라프파와 와하브파의 국제적 전파는 프랑스 정치학자 질 케펠이 "이슬람의 세계적 표현에서 탁월한 강세"라고 정의한 것을 달성했다.
9·11 테러 발생 22개월 후, FBI가 알카에다를 "미국에 대한 최고의 테러 위협"으로 간주했을 때, 언론인 스티븐 슈워츠와 미국 상원 의원 존 카일은 2003년 6월 미국 상원 테러, 기술, 국토 안보 소위원회 청문회에서 "와하브파는 오늘날 세계에서 압도적으로 많은 테러 잔학 행위의 원천이다"라고 명시적으로 밝혔다. 전 세계적인 "테러와의 전쟁"의 일환으로, 와하브파는 유럽 의회, 다양한 서구 안보 분석가들, 그리고 랜드 연구소와 같은 싱크탱크들에 의해 "전 세계적 테러리즘의 원천"으로 비난받아 왔다. 또한, 와하브파는 무슬림 공동체 (움마)에 분열을 야기하고, 사우디아라비아에서 이슬람 초기 역사와 초대 무슬림 세대 (무함마드의 가족과 그의 동반자들)와 관련된 많은 이슬람, 문화, 역사 유적지를 파괴한 것에 대해 비판받아 왔다.

## 분파별 인구
| 교파          | 인구              |
| ------------- | ----------------- |
| 수니파        | 다양함: 87% – 90% |
| 무종파 무슬림 | 25%               |
| 시아파        | 다양함: 10% – 13% |
|               |                   |
| 이바드파      | 270만             |
| 쿠란주의      | 해당 없음         |

## 같이 보기
- 암만 메시지
- 아키다
- 이슬람 용어 해설
- 이슬람 관련 문서 색인
- 국제 이슬람 통일 회의 (이란)
- 이슬람의 종말론
- 이슬람 연구
- 마드하브
- 이슬람 개요
- 이슬람 신학 학파
- 시아 초승달
- 시아파-수니파 관계
- 무함마드의 승계